# Crézançay-sur-Cher
Crézançay-sur-Cher település Franciaországban, Cher megyében. Lakosainak száma 62 fő (2022. január 1.). Crézançay-sur-Cher Chambon, Saint-Loup-des-Chaumes, Saint-Symphorien, Vallenay és Venesmes községekkel határos.

## Népesség
A település népességének változása:
| Lakosok száma | 100  | 73   | 56   | 66   | 66   | 58   | 56   | 58   | 61   | 62   |
|               | 1968 | 1982 | 1999 | 2006 | 2011 | 2015 | 2017 | 2018 | 2020 | 2022 |